# St. Bonifaz (Mainz)

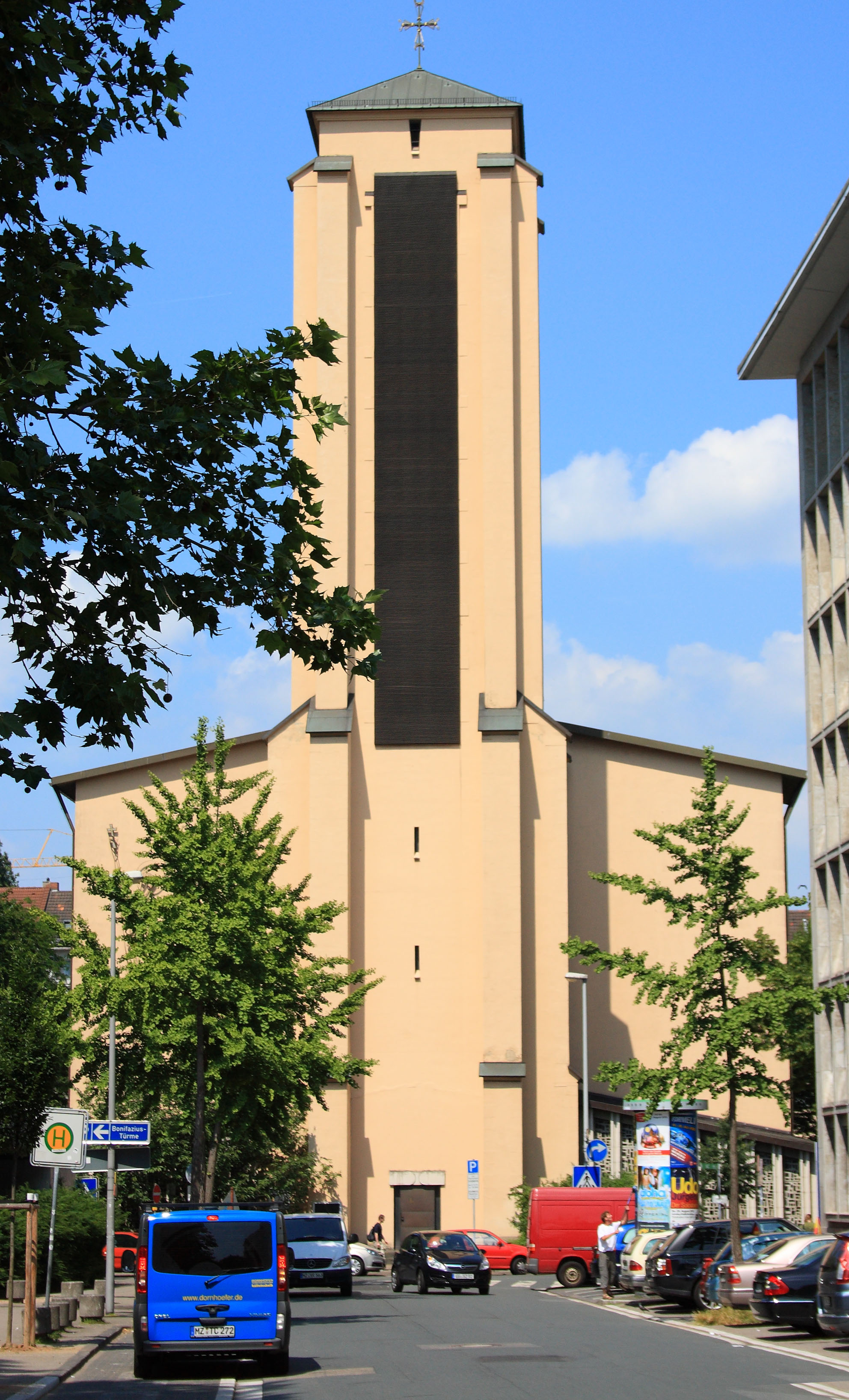
Pfarrkirche St. Bonifaz

Die Pfarrkirche St. Bonifaz in der Mainzer Neustadt am Fuß der nach ihr benannten Bonifazius-Türme ist Zentrum der römisch-katholischen Kirchengemeinde St. Bonifaz im Pastoralraum Mainz-City der Region Rheinhessen des Bistums Mainz.

## Geschichte

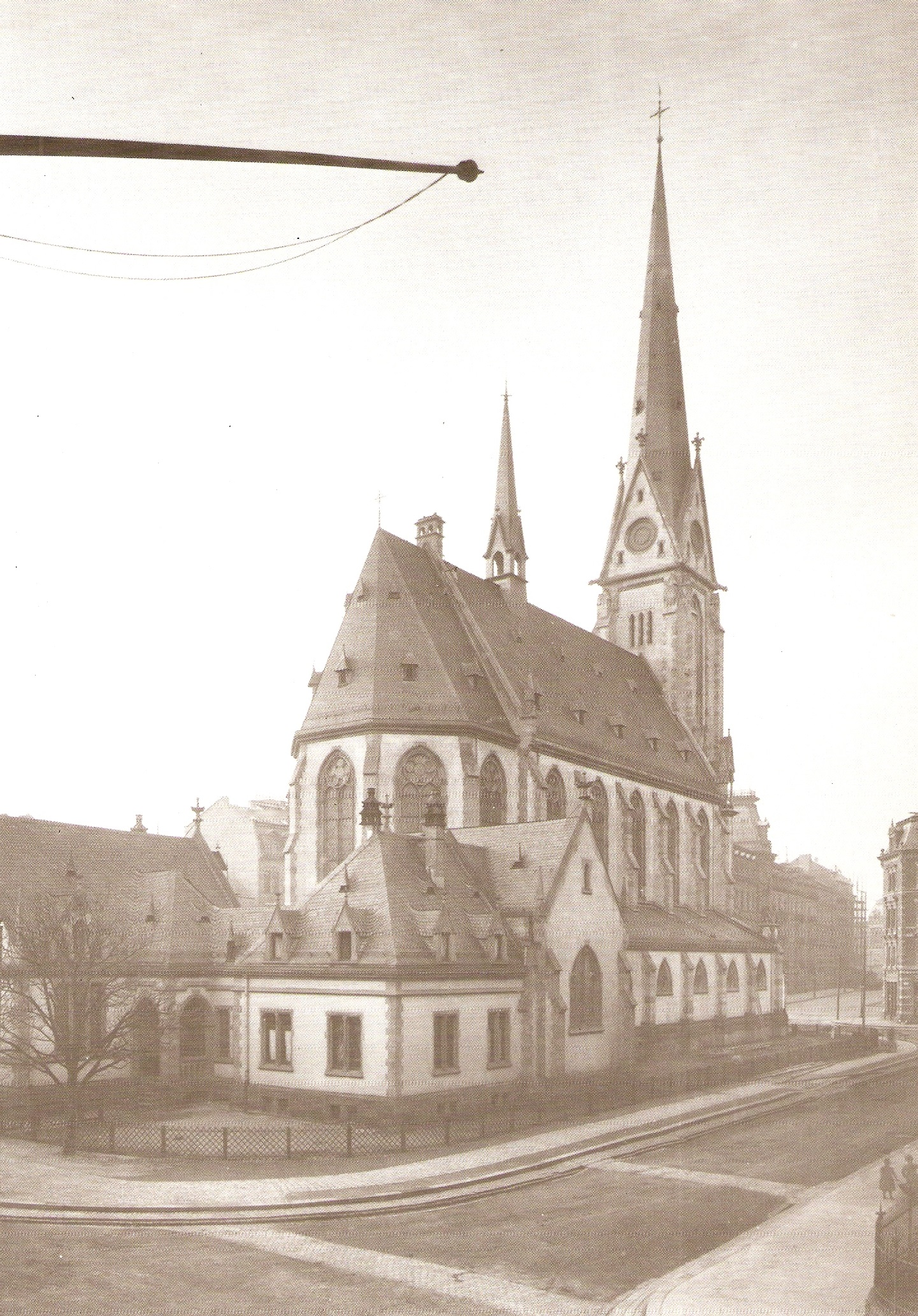
St. Bonifaz 1892, im Hintergrund der Mainzer Hauptbahnhof

Die Pfarrei wurde Ende des 19. Jahrhunderts mit Erschließung der Mainzer Neustadt gegründet. Die ursprüngliche neugotische Basilika, die am Ostermontag 1894 durch Bischof Paul Leopold Haffner geweiht wurde, ist während der Luftangriffe auf Mainz am 27. Februar 1945 vollständig zerstört worden. Der heutige Bau wurde 1954 fertiggestellt und 1988 innen neu gestaltet.
Pfingsten 1957 wurde der Teilbau der neuen Oberlinger-Orgel geweiht, 1971 wurde die Orgel von der gleichen Windesheimer  Orgelbauwerkstatt fertiggestellt. Sie hatte danach 39 Register, verteilt auf drei Manuale und Pedal. Das Planungskonzept lag in den Händen von Franz Bösken und Ernst Oberlinger. 1989 erhielt das auf der Empore um das Mittelfenster auf zwei Konsolen errichtete Instrument eine neue Setzeranlage, verbunden mit einem neuen Spieltisch, der zwischen den beiden Teilwerken aufgestellt wurde. Bei dieser Gelegenheit wurden drei bei der Planung vorgesehene, aber noch zurückgestellte Orgelregister von Oberlinger eingebaut, so dass die Orgel danach 42 Register zählte.
Die Seelsorge an St. Bonifaz war von 1969 bis 1993 dem Kapuzinerorden anvertraut. Seitdem wird sie von Dominikanern wahrgenommen.

## Architektur
St. Bonifaz ist eine dreischiffige, gelblich verputzte Kirche auf rechteckigem Grundriss mit gerade schließendem Altarraum. Die Portalfront wird von dem 43 m hohen quadratischen Glockenturm mit historisierenden Strebepfeilern beherrscht. Beidseitig ist das erste Joch der Seitenschiffe auf die Höhe des Mittelschiffs erhöht. Architekt war Hugo Becker (1897–1967) aus Mainz-Gonsenheim.

## Orgel

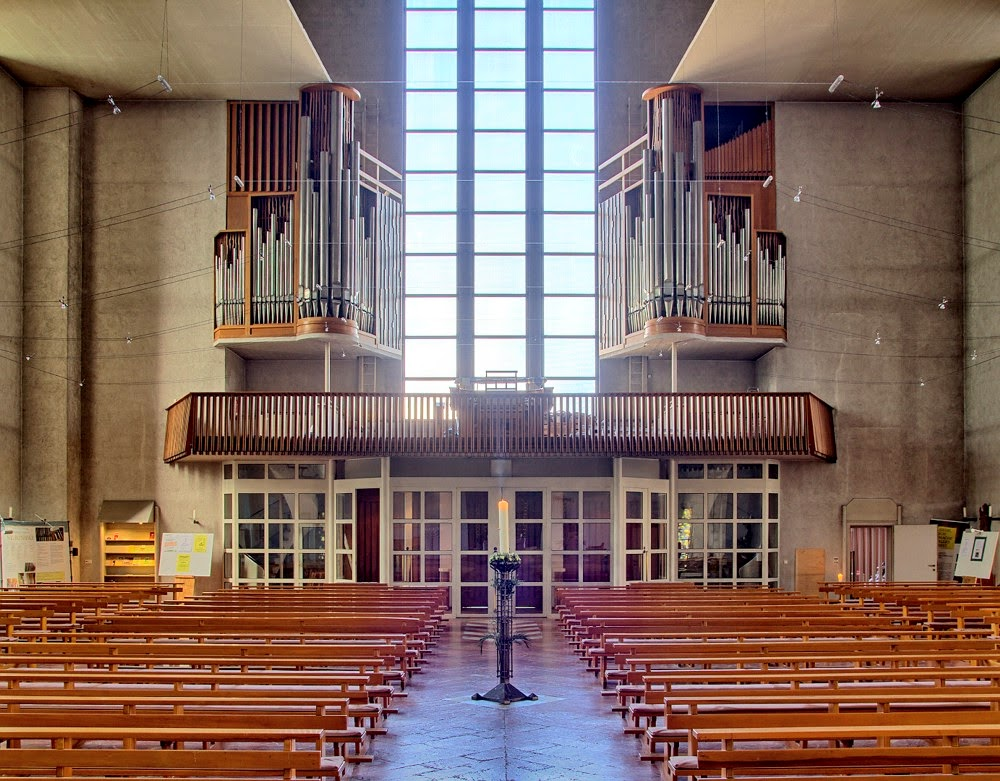
Blick zur Orgel

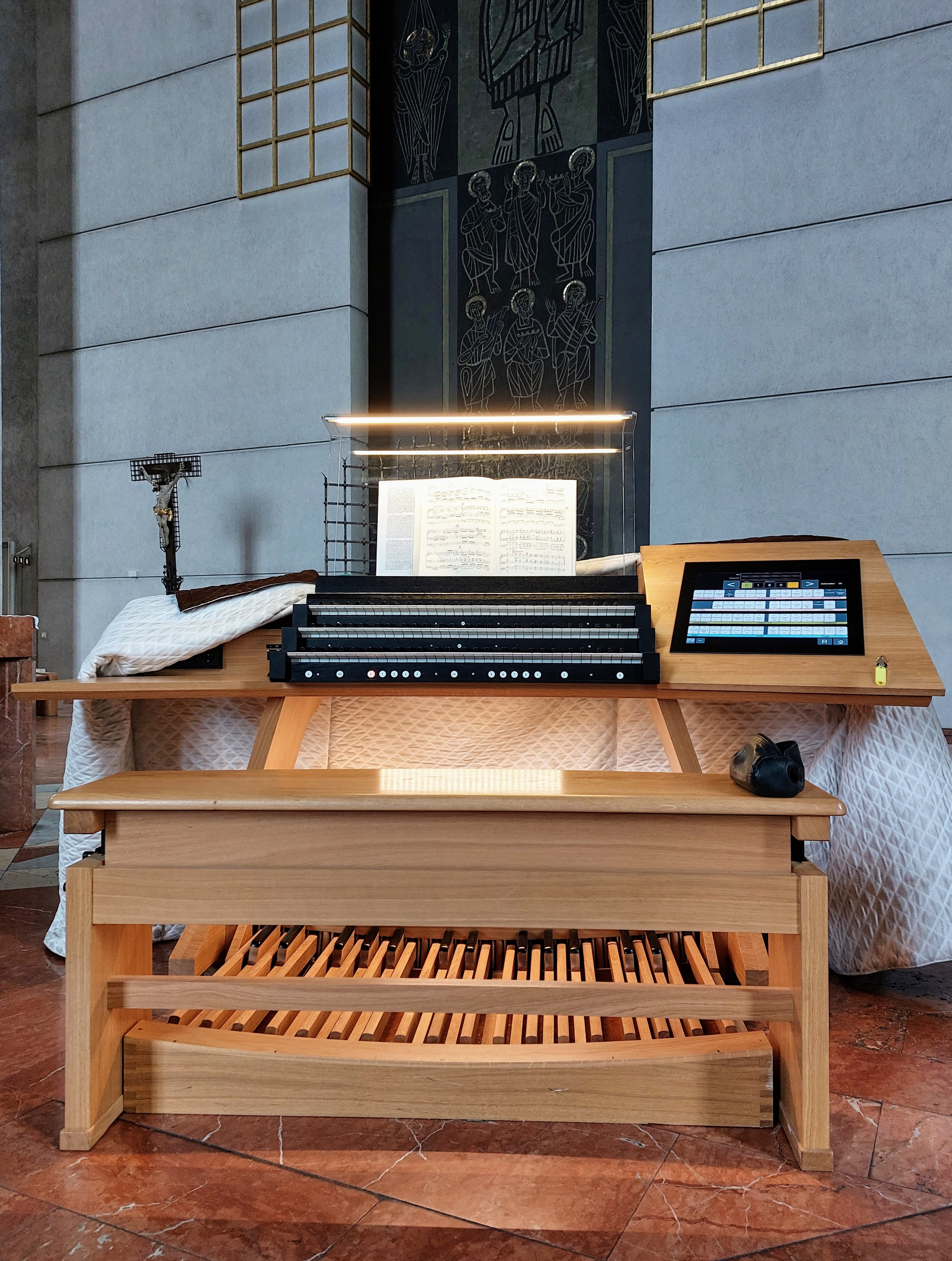
Mobiler MIDI-Spieltisch im Altarraum

Die Orgel wurde von der Orgelbaufirma Oberlinger ab 1957 erbaut und erweitert. 2019 wurde das Instrument von der Orgelbaufirma Freiburger Orgelbau gereinigt und überarbeitet. Der Spieltisch wurde erneuert und mit einer modernen Setzeranlage ausgestattet. Es wurde nach- bzw. neuintoniert, das Positiv wurde zu einem Schwellwerk umgebaut, und die Disposition wurde geringfügig verändert. Außerdem wurde im Altarraum ein weiterer Spieltisch errichtet. Das Instrument hat heute 43 Register auf drei Manualwerken und Pedal.
| I Hauptwerk C–g3 |               |         |     |
| 1.               | Bourdon       | 16’     |     |
| 2.               | Principal (P) | 08‘     |     |
| 3.               | Hohlpfeife    | 08‘     |     |
| 4.               | Octave        | 04‘     |     |
| 5.               | Gedacktflöte  | 04’     |     |
| 6.               | Quinte        | 02 ⁄3’  |     |
| 7.               | Superoctave 0 | 02’     |     |
| 8.               | Terz          | 01 3⁄5’ | (n) |
| 9.               | Mixtur V      | 01 ⁄3’  |     |
| 10.              | Fagott        | 16’     |     |
| 11.              | Trompete      | 08’     |     |

| II Schwell-Positiv C–g3 |               |        |
| 12.                     | Holzgedackt 0 | 08’    |
| 13.                     | Salicional    | 08‘    |
| 14.                     | Principal     | 04‘    |
| 15.                     | Koppelflöte   | 04’    |
| 16.                     | Waldflöte     | 02’    |
| 17.                     | Quinte        | 01 ⁄3’ |
| 18.                     | Sifflöte      | 01’    |
| 19.                     | Scharff IV    | 01’    |
| 20.                     | Krummhorn     | 08’    |
|                         | Tremulant     |        |

| III Schwellwerk C–g3 |                      |        |     |
| 21.                  | Holzflöte            | 08’    |     |
| 22.                  | Rohrflöte            | 08’    |     |
| 23.                  | Viola da Gamba       | 08’    |     |
| 24.                  | Vox coelestis        | 08’    |     |
| 25.                  | Principal            | 04’    |     |
| 26.                  | Gemshorn             | 04’    |     |
| 27.                  | Octave               | 02’    |     |
| 28.                  | Sesquialter II       | 02 ⁄3’ |     |
| 29.                  | Mixtur V             | 02’    |     |
| 30.                  | Dulcian              | 16’    |     |
| 31.                  | Trompette harmonique | 08’    | (n) |
| 32.                  | Oboe                 | 08’    |     |
|                      | Tremulant            |        |     |

| Pedalwerk C–f1 |                     |        |
| 33.            | Untersatz           | 32’    |
| 34.            | Prinzipalbass (P) 0 | 16’    |
| 35.            | Subbass             | 16’    |
| 36.            | Octavbass (P)       | 08’    |
| 37.            | Pommer              | 08’    |
| 38.            | Octave              | 04’    |
| 39.            | Rohrpfeife          | 02’    |
| 40.            | Mixtur IV           | 02 ⁄3’ |
| 41.            | Posaune             | 016’   |
| 42.            | Trompete            | 08’    |
| 43.            | Clarine             | 04’    |

- Koppeln: II/I, III/I, III/II, I/P, II/P, III/P
- Effektregister: Cymbelstern
- Anmerkungen:

(P) = im Prospekt sichtbar
(n) = neues Register 2019
1. ↑  aus vormaligem Pommer 16'.
2. ↑  vormals im Schwellwerk.
3. ↑  vormals im Positiv.
4. ↑  akustisch.

## Glocken
Der Kirchturm enthält ein fünfstimmiges Glockengeläut, das von der Glockengießerei Mabilon in Saarburg gegossen wurde.
| Glocke | Name                         | Gewicht | Schlagton |
| ------ | ---------------------------- | ------- | --------- |
| 1      | Christkönigsglocke           | 2800 kg | h°        |
| 2      | Marienglocke                 | 1650 kg | d′        |
| 3      | Bonifaziusglocke             | 1150 kg | e′        |
| 4      | Johannes-Maria-Vianneyglocke | 0680 kg | g′        |
| 5      | Maria-Magdalenaglocke        | 0480 kg | a′        |